# Neogrotella mcdunnoughi
Neogrotella mcdunnoughi là một loài bướm đêm trong họ Noctuidae.